# Урбана (Іллінойс)
Урбана (англ. Urbana, МФА: [ɜrˈbænə]) — місто (англ. city) в США, в окрузі Шампейн штату Іллінойс. Населення — 38 336 осіб (2020).
У місті Урбана (а також у сусідньому місті Шампейн) розташований Іллінойський університет в Урбана-Шампейн.

## Географія
Урбана розташована за координатами 40°6′36″ пн. ш. 88°11′50″ зх. д. / 40.11000° пн. ш. 88.19722° зх. д. (40.110126, -88.197323).  За даними Бюро перепису населення США в 2010 році місто мало площу 30,29 км², з яких 30,18 км² — суходіл та 0,10 км² — водойми.

### Клімат
| Клімат : Урбана                       | Клімат : Урбана | Клімат : Урбана | Клімат : Урбана | Клімат : Урбана | Клімат : Урбана | Клімат : Урбана | Клімат : Урбана | Клімат : Урбана | Клімат : Урбана | Клімат : Урбана | Клімат : Урбана | Клімат : Урбана | Клімат : Урбана |
| Показник                              | Січ.            | Лют.            | Бер.            | Квіт.           | Трав.           | Черв.           | Лип.            | Серп.           | Вер.            | Жовт.           | Лист.           | Груд.           | Рік             |
| Абсолютний максимум, °C               | 21,1            | 22,2            | 29,4            | 35,0            | 36,1            | 39,4            | 42,8            | 38,9            | 38,9            | 33,9            | 26,7            | 21,7            | 42,8            |
| Середній максимум, °C                 | 0,5             | 3,2             | 9,9             | 17,1            | 23,0            | 28,1            | 29,4            | 28,7            | 25,7            | 18,4            | 10,3            | 2,6             | 16,5            |
| Середній мінімум, °C                  | −8,5            | −6,6            | −1,1            | 5,1             | 10,9            | 16,6            | 18,3            | 17,3            | 12,3            | 5,9             | 0,0             | −6              | 5,4             |
| Абсолютний мінімум, °C                | −31,7           | −31,7           | −20,6           | −9,4            | −3,3            | 1,1             | 5,0             | 2,8             | −4,4            | −11,1           | −20,6           | −28,9           | −31,7           |
| Норма опадів, мм                      | 51              | 54              | 72              | 93              | 124             | 109             | 119             | 100             | 80              | 83              | 93              | 69              | 1048            |
| Днів з опадами                        | 9,3             | 8,9             | 10,6            | 11,9            | 12,2            | 10,3            | 10,0            | 9,4             | 7,7             | 9,5             | 10,2            | 10,6            | 120,6           |
| Днів зі снігом                        | 5,3             | 4,1             | 2,2             | 0,3             | 0               | 0               | 0               | 0               | 0               | 0,1             | 1,0             | 5,0             | 18,1            |
| ------------------------------------- | --------------- | --------------- | --------------- | --------------- | --------------- | --------------- | --------------- | --------------- | --------------- | --------------- | --------------- | --------------- | --------------- |
| Джерело: NOAA (extremes 1888–present) |                 |                 |                 |                 |                 |                 |                 |                 |                 |                 |                 |                 |                 |

## Демографія
Згідно з переписом 2010 року, у місті мешкало 41 250 осіб у 16 961 домогосподарстві у складі 6325 родин. Густота населення становила 1362 особи/км².  Було 19090 помешкань (630/км²).
Расовий склад населення:
| - 60,4 % — білих - 17,8 % — азіатів - 16,3 % — чорних або афроамериканців - 0,3 % — корінних американців - 0,1 % — вихідців з тихоокеанських островів - 2,1 % — осіб інших рас |

До двох чи більше рас належало 3,1 %. Частка іспаномовних становила 5,2 % від усіх жителів.
За віковим діапазоном населення розподілялося таким чином: 12,6 % — особи молодші 18 років, 78,7 % — особи у віці 18—64 років, 8,7 % — особи у віці 65 років та старші. Медіана віку мешканця становила 24,8 року. На 100 осіб жіночої статі у місті припадало 100,4 чоловіків;  на 100 жінок у віці від 18 років та старших — 100,3 чоловіків також старших 18 років.
Середній дохід на одне домашнє господарство  становив 51 460 доларів США (медіана — 32 105), а середній дохід на одну сім'ю — 83 613 долари (медіана — 63 506). Медіана доходів становила 40 463 долари для чоловіків та 38 642 долари для жінок. За межею бідності перебувало 34,5 % осіб, у тому числі 28,7 % дітей у віці до 18 років та 10,8 % осіб у віці 65 років та старших.
Цивільне працевлаштоване населення становило 20 273 особи. Основні галузі зайнятості: освіта, охорона здоров'я та соціальна допомога — 49,8 %, мистецтво, розваги та відпочинок — 11,8 %, роздрібна торгівля — 8,0 %, науковці, спеціалісти, менеджери — 8,0 %.

## Відомі люди
- Вільям Слевенс МакНатт (1885-1938) — американський сценарист
- Роберт Вільям Голлі (1922-1993) — лауреат Нобелівської премії в області фізіології і медицини за 1968 рік
- Філіп Андерсон — лауреат Нобелівської премії з фізики в 1977 року
- Еріка Гарольд — «міс Америка» за 2003 рік
- Едвін Кребс — лауреат Нобелівської премії в області фізіології і медицини за 1953 рік
- Пол Лотербур — лауреат Нобелівської премії в області фізіології і медицини в 2003 році
- Гіл Шагам (* 1971) — всесвітньо відомий скрипаль
- Том Харрелл — джазовий музикант і композитор
- Ентоні Леггет — лауреат Нобелівської премії з фізики за 2003 рік
- Дженні Гарт — кіноактриса
- Гемілтон Сміт — лауреат Нобелівської премії в області фізіології і медицини за 1978 рік
- Роджер Еберт — кінокритик, письменник і телеведучий, лауреат Пулітцерівської премії за 1975 рік
- Джеймс Тобін — лауреат Нобелівської премії в галузі економіки за 1981 рік
- Айріс Чан — письменниця та історик.

Вільям Слевенс МакНатт (англ. William Slavens McNutt; 12 вересня 1885, Урбана — 25 січня 1938, Сан-Фернандо) — американський сценарист.